# ニッティー・グリッティー・ダート・バンド
ニッティー・グリッティー・ダート・バンド（英語: Nitty Gritty Dirt Band）は、アメリカのカントリーロックバンド。グループは1966年にカリフォルニア州ロング・ビーチで結成されて以来形を変えながら存続している。長年の間にバンドのメンバー構成は、ダート・バンドと呼称していた1976年から1981年を含めて少なくとも12回変わっている。
初期から常在しているメンバーはシンガーソングライターのジェフ・ハンナとドラマーのジミー・ファッデンの2人である。マルチ奏者のジョン・マッキューアンは1966年から1986年まで在籍し、その後2001年に復帰してから16年間バンドにとどまったが2017年11月に離脱した。キーボード奏者のボブ・カーペンターは1977年にバンドに加入した。バンドは現代のカントリーとルーツ・ミュージックの進歩に貢献したとしばしば引用される。
バンドの代表作としてはジェリー・ジェフ・ウォーカーの「ミスター・ボージャングルス」のカバーバージョンが挙げられる。アルバムとしてはメイベル・カーター、アール・スクラッグス、ロイ・エイカフ、ドク・ワトソン、マール・トラヴィス、ジミー・マーティンと言った伝統的なカントリー・アーティストをフィーチャーした1972年の『永遠の絆』が挙げられる。同じコンセプトの次のアルバム『永遠の絆 Vol.2』が1989年に発売され、ゴールドディスクに認定され、2つのグラミーを勝ち取り、カントリーミュージック協会賞の最優秀アルバムを受賞した。2002年には続編として『永遠の絆 Vol.3』を発表した。

## 来歴

### 1966年～1969年: ジャグ・バンドとしての結成からカントリー・ロックへの転換期
ニッティー・グリッティー・ダート・バンドは1966年頃カリフォルニア州ロング・ビーチでニュー・コースト・トゥーとして演奏していたシンガーでギターとウォッシュボードを担当するジェフ・ハンナと、シンガー・ソングライターでギターリストでもあるブルース・カンケルの二人によってジャグ・バンドとして結成された。バンドのウエブサイトの言葉を借りれば、「生活のために働かずにすむ方法を見つける」ことを試みて、ハンナとカンケルはロングビーチのマッケイブのギターショップでの非公式なジャムセッションに参加していた。ここで二人はギタリスト兼ウォッシュタブ・ベース奏者のラルフ・バー、ギタリスト兼クラリネット奏者のレス・トンプソン、ハーモニカとジャグ演奏者のジミー・ファッデン、ギタリスト兼ボーカリストのジャクソン・ブラウンなどの他のミュージシャンと知り合った。6人はニッティー・グリッティー・ダート・バンドをジャグ・バンドとして活動を開始し、急成長している南カリフォルニアのフォークロックのスタイルを取り入れて、ピンストライプのスーツとカウボーイ・ブーツを身にまとって地元のクラブで演奏していた。バンドの最初の実演はカリフォルニア州ハンティントンビーチのナイトクラブ、ゴールデンベアで行われた。
ブラウンはシンガー＝ソングライターとしてのソロ活動に集中するために離脱する前の数か月だけバンドに参加していた。ブラウンに替わってバンジョー、フィドル、マンドリン、スティール・ギター担当のジョン・マッキューアンが加わった。マッキューアンの兄のバンドのマネージャーを務め、1967年にグループのデビューアルバム『ニッティー・グリッティー・ダート・バンド』を発売することになるリバティ・レコードとの契約を手助けした。バンド初のシングル  "Buy for Me the Rain" はトップ40入りの成功を収め、『ザ・トゥナイト・ショー・スターリング・ジョニー・カーソン』への出演にこぎつけ、ジャック・ベニーやドアーズといった異種のアーティストとのコンサートに出演した。
セカンドアルバム『リコシェ』が同年後半に発売されたが、ファーストアルバムほどは成功しなかった。カンケルはバンドのエレクトリック化と、より多くのオリジナル作品を使うことを求めた。カンケルは WordSalad and of the People 結成のためにバンドを去った。後任には多楽器奏者のクリス・ダーロウが加入した。
1968年までに、バンドは電気楽器を採用し、ドラムスを追加した。
最初のエレクトリックなアルバム『レア・ジャンク』は、その次のアルバム『アライヴ』同様に商業的には失敗だった。
バンドは主に販促活動として宣伝を続け、1968年の映画『For Singles Only』に出演したり、1969年のミュージカル西部劇映画『ペンチャー・ワゴン』にカメオ出演して "Hand Me Down That Can o' Beans" を演奏した。バンドはビル・コスビーの前座としてカーネギー・ホールでも演奏し、ディジー・ガレスピーとジャムセッションを行った。

### 1969年～1976年: "Uncle Charlie"ヒット作が多く生まれた時代
グループは『ペンチャー・ワゴン』後の6か月のあいだ活動を休止し、その後にクリス・ダーロウの代わりにジミー・イボットソンが加入した。ウィリアム・マッキューアンをプロデューサーとして、バンドにより芸術的な自由を与えるために契約の再交渉を行い、『アンクル・チャーリーと愛犬テディ』を録音して1970年に発売した。ストレートで伝統的なカントリーとブルーグラスのサウンドを取り入れたアルバムには、グループの最もよく知られたシングルである、ジェリー・ジェフ・ウォーカーの「ミスター・ボージャングルス」や、マイケル・ネスミスの「サム・オブ・シェリーズ・ブルース（Some of Shelley's Blues）」のカバーや、「プー横丁の家」含むケニー・ロギンズの曲が4曲（「プー横丁の家」はロギンズ作の初録音）収録されていた。彼らのバージョンの「ミスター・ボージャングルス」はバンドの初ヒットとなり、ビルボードの全ジャンルのチャートであるHot 100で最高9位に到達し、36週にわたってチャートにとどまった。
1972年前半に発売された次のアルバム『オール・ザ・グッド・タイムズ』も同様のスタイルだった。
バンドメンバーのジョン・マッキューアンがアール・スクラッグスに一緒にレコーディングすることを持ち掛けたときに、ニッティー・グリッティー・ダート・バンドは次にカントリーバンドとしての評判を固めようとした。翌週、マッキューアンはドク・ワトソンにも同じ提案をして承諾されたときに、アールの承諾回答も得ることになった。この組み合わせは他のミュージシャンのさらなる参加を促し、アールとルイーズ・スクラッグスの助けを借りてテネシー州ナッシュビルに旅し、三枚組のアルバム『永遠の絆』をロイ・エイカフ、アール・スクラッグス、ジミー・マーティンと言ったナッシュビルの腕自慢や、カントリーの先駆者メイベル・カーター、フォーク＝ブルース・ギタリストのドク・ワトソン、マール・トラヴィス、ノーマン・ブレイクなどとともに録音した。アルバムタイトルはA.P.カーターが改変した曲「永遠の絆」からのもので、カルフォルニアの長髪の男の子と、米国中部の主流の年上のベテランの3世代を結びつけようとするアルバムの主題を反映している。エイカフが歌った収録曲「アイ・ソー・ザ・ライト」が成功し、アルバムはグラミー賞の2部門でノミネートされた。ベテランフィドラーのバッサー・クレメンツはこのアルバムで幅広い聴衆に知られることとなり、新たなキャリアを歩んだ。バンドはこの時期の後で日本にも2度のツアーを行った。
次のアルバムの後でレス・トンプソンが離脱してバンドは4人構成となった。『星条旗よ永遠なれ』は "Buy for Me the Rain" や「ミスター・ボージャングルス」などの初期の成功と、『永遠の絆』でのコラボレーション（フィドラーのバッサー・クレメンツが客演している）に長い物語を語るモノローグをミックスしたものだった。スタジオアルバムの『ドリーム』もリリースされている。
1974年7月、バンドはミズーリ州セダリアのミズーリ・ステート・フェア会場で行われたオザーク・ミュージック・フェスティバルのヘッドライン・アクトの一つだった。いくつかの推定では、群衆は35万人にのぼり、これは歴史上最大の音楽イベントの一つとなる。別のコンサートでは、バンドはエアロスミスのオープニング・アクトを務めた。

### 1976年から1981年: "The Dirt Band"時代
1976年末にジミー・イボットソンがバンドを去り、残ったファッデン、ハンナ、マッキューアンにジョン・ケイブルとジャッキー・クラークを加えて、ギターとベースを追加した。1977年5月、ニッティー・グリッティー・ダート・バンドはソビエト連邦で演奏することが許可された最初のアメリカのグループとなり、28回の公演は売り切れとなり、テレビ出演は推計1億4500万人が視聴した。1977年、ニッティー・グリッティー・ダート・バンドはPBSの音楽番組『オースティン・シティ・リミッツ・ミュージック・フェスティバル』の第二シーズンに初出演した。バンドは最初の「グレイテスト・サクセス」コンピレーション・アルバム  「Dirt, Silver & Gold」を1976年にリリースした。このリリース後、バンド名をダート・バンドと短いものに変更し、グループのサウンドはよりポップでロック指向のものになった。サクソフォーン奏者のアル・ガース、ドラマーのメレル・ブリガンテおよびベーシストのリチャード・ハサウェイも1978年にメンバーに加わり、ジェフ・ハンナが数枚のアルバムをプロデュースした。
キーボード奏者のボブ・カーペンター（1975年から時々バンドに参加していた）は1978年のアルバム『ダート・バンド』で活躍し、バンドに恒久的に加わった。
この時期のアルバムには『ダート・バンド』、『アメリカン・ドリーム』なども含まれる。リンダ・ロンシュタットと共演したシングル曲「アメリカン・ドリーム」はポピュラー音楽チャートで13位を獲得した。バンドは『サタデー・ナイト・ライブ』に自分たちの枠で出演し（スティーヴ・マーティンがバンジョーで共演した、ジョンが書いたインストゥルメンタル曲「ホワイト・ロシア」を演奏）、その後で、The Toot Uncommons名義でスティーヴ・マーティンの代表曲 "King Tut" の伴奏を務めた。彼らは、同年前半にアスペンで録音されていたレコード発売用のバージョンでも演奏していた。
1979年、ブリガンテがグループを去り、ドラマーのマイケル・ブオノと、その後はマイケル・ガードナーがグループのツアーでのステージでブリガンテの代わりを務めたが、1981年にヴィック・マストリアンニが引き継いだ。アル・ガースはピュア・プレイリー・リーグに移籍し、のちにイーグルスに移った。
アルバム『メイク・ア・リトル・マジック』と『ジェラシー』が1980年と1981年にリリースされ、ニコレット・ラーソンをフィーチャーしたシングル「メイク・ア・リトル・マジック」はポップ・チャートでトップ25に入った。グループはこの曲を1980年のスティーヴ・マーティンのスペシャル番組 All Commercials で、曲の最後の部分でマーティンがラーソンのボーカルに口パクするコミック要素をつけて演奏した。

### 1982年から1989年: "Nitty Gritty"に戻る
バンドは1982年にオリジナルのバンド名と、カントリーの原点に回帰した。テネシー州ナッシュビルでのレコーディング・セッションのために再結集するハンナ、ファッデン、マッキューアン、カーペンター、イボットソンにメンバーを絞り込み、トップ10カントリー・ヒットとなる「ダンス・リトル・ジーン」を含むアルバム『レッツ・ゴー』を録音した。1984年の次のアルバム『プレイン・ダート・ファッション』には初のNo.1ヒット「ロング・ハード・ロード」が収録されていた。
さらに「モダン・デイ・ロマンス」（1985年）と、ホット100には入らなかったものの最終的に2014年にプラチナ認定されたバンドで最も売れたシングルとなる「フィッシン・イン・ザ・ダーク」という2曲がカントリーでNo.1となった。その他のヒット曲としては「ダンス・リトル・ジーン」（1983年）、「アイ・ラヴ・オンリー・ユー」（1984年）、「ハイ・ホース」（1985年）、「ホーム・アゲイン・イン・マイ・ハート」、「パートナーズ、ブラザーズ・アンド・フレンズ」、「スタンド・ア・リトル・レイン」（1986年）、「ファイア・イン・ザ・スカイ」、「ベイビーズ・ガット・ア・ホールド・オン・ミー」、「オー・ホワット・ア・ラヴ」（1987年）、「ワーキン・マン（ノーウェア・トゥ・ゴー）」、「アイヴ・ビーン・ルッキン」（1988年）、「ダウン・ザット・ロード・トゥナイト」、「ウェン・イッツ・ゴーン」（1989年）などがある。
公演としては1984年ロサンゼルスオリンピックや、イリノイ州シャンペーンでの一回目のファーム・エイドのコンサートなどがある。コロラド州デンバーのマクニコルズ・スポーツ・アリーナでの20周年コンサートでは、ゲストとしてリッキー・スキャッグス、エミルー・ハリス、ドク・ワトソンおよびジョン・プラインが出演した。
ジョン・マッキューアンは1986年末にバンドを離れ、後任として元イーグルスのバーニー・レドンが加入した。レドンは1987年と1988年にニッティー・グリッティー・ダート・バンドで活動した。バンドの19枚目のアルバム『ホールド・オン』ではNo.1シングルの「フィッシン・イン・ザ・ダーク」と「ベイビーズ・ガット・ア・ホールド・オン・ミー」が取り上げられていた。バンドは同じ週に『トゥデイ』と『ザ・トゥナイト・ショー』に出演し、ヨーロッパツアーに出発した。アルバム『ワーキン・バンド』にミュージシャン、ソングライターおよびシングル曲「コーデュロイ・ロード」のリードシンガーとして貢献したのちに、バーニー・レドンがバンドを離れた。
1989年、ニッティー・グリッティー・ダート・バンドは『永遠の絆 Vol.2』を録音するためにナッシュビルに戻ってきた。最初の『絆』からの帰還者としてはアール・スクラッグス、バッサー・クレメンツおよびロイ・エイカフなどがいた。ジョニー・キャッシュとカーター・ファミリー、エミルー・ハリス、そしてリッキー・スキャッグスが、ジョン・プライン、リヴォン・ヘルム、ジョン・デンバー、ジョン・ハイアット、ブルース・ホーンズビーおよび元ザ・バーズのロジャー・マッギンとクリス・ヒルマンらとともにセッションに加わった。このアルバムは2部門でグラミー賞を獲得し、カントリーミュージック協会賞の最優秀カントリー・ボーカル・パフォーマンス賞（デュオないしグループ）とカントリーミュージック協会の1989年最優秀アルバム賞を受賞した。

### 1990年～2000年:"熟成"時代
ハンナ、ファッデン、イボットソン、カーペンターの4人組として、カナダ、ヨーロッパ、そして日本へと同様にバンドは再び旧ソビエト連邦でツアーした。25周年コンサートはT・ボーン・バーネットのプロデュースでアルバータ州レッドディアで Live Two Five として録音された。
1992年、バンドはグラミー賞受賞アルバム『Another Country』でアイルランド民謡のチーフタンズとコラボレートした。その他の成果としてはアルバム『Acoustic』、自らの「木製」サウンドへスポットライトを当て、カーラ・ボノフとのデュエット、MCAのオリンピック・コンピレーション向けの "You Believed in Me"、デッカのトリビュートアルバム『Not Fade Away』のためのバディ・ホリーの「メイビー・ベイビー」のカバーなどがある。
『The Christmas Album』が1997年にリリースされ、1999年に『Bang! Bang! Bang!』が続いた。

### 2000年代
ジョン・マッキューアンは2001年にバンドに再加入した。2002年、ニッティー・グリッティー・ダート・バンドは彼らのランドマークとなった『永遠の絆』の30周年を記念して、1972年のアルバムのリマスターCDと新しいコンピレーションアルバム『永遠の絆 Vol.3』をリリースした。全曲新曲のアルバム『Welcome to Woody Creek』が2004年にリリースされた。ジミー・イボットソンは数年後にバンドから離れた。
2004年には、カントリー・グループのラスカル・フラッツが、1994年のニッティー・グリッティー・ダート・バンドのアルバム『Acoustic』収録の "Bless the Broken Road" のカバー版をリリースした。この作品でソングライターのジェフ・ハンナ、マーカス・ハーモン、ボビー・ボイドは2005年にグラミー賞最優秀カントリーソングを受賞した。
2005年、バンドは地雷被害者のためのクリア・パス・インターナショナルの活動を支援するためのチャリティー・アルバム『Too Many Years』に楽曲 "Soldier's Joy" の使用権を寄付した。2005年にはまた、40年間の音楽産業への貢献に対して、International Entertainment Buyers Associationに認められた。
2009年、バンドはニュー・アルバム『Speed of Life』をリリースした。ジョージ・マッセンバーグとジョン・ランドール・スチュワートのプロデュースを受けた『Speed of Life』では、過剰な作りこみを意図的に避けて、バンドの協働精神と、自発性を示す一連のライブ、自由奔放なスタジオ録音で構成されている。『Speed of Life』の13曲のうち、11曲はバンドメンバーが書いた新曲で、2曲はキャンド・ヒートのウッドストックでの演奏曲「ゴーイング・アップ・ザ・カントリー」とスティーラーズ・ホイールの「スタック・イン・ザ・ミドル」のカバーである。

### 2010年代
2015年9月、ニッティー・グリッティー・ダート・バンドは彼らの50周年をライマン・シアターでの全席売り切れとなった公演で記念した。2016年3月に公開された、PBSの特番用に録画されたコンサートにはゲストとして元メンバーのイボットソンに加えてジョン・プライン、サム・ブッシュ、ヴィンス・ギル、ジェリー・ジェフ・ウォーカー、アリソン・クラウス、ロドニー・クロウエル、バイロン・ハウス、ジェリー・ダグラスおよびジャクソン・ブラウンが出演した。2016年9月30日、ライヴCDおよびDVDの Circlin’ Back: Celebrating 50 Years がリリースされた。2016年のレビューで、ロサンゼルス・タイムズは（『永遠の絆』の）最初のリリースが「伝統的なカントリーとロック・ミュージックのコミュニティを分離していた障壁を打ち破り、アメリカーナ・ミュージックとして知られるものの最終的な出現の舞台を設定する手助けをした」と書いた。ジョン・マッキューアンは、50周年ツアーの最後に、2017年12月でバンドから離れることを公表した。現在、ジョンはソロ・アーティストとして活動している。2018年、ジェイム・ハンナ（ジェフ・ハンナの息子）とロス・ホームズが、2016年からバンドとツアーしているジム・フォトグロとともにバンドのツアーに参加してている。ジムは「フィッシン・イン・ザ・ダーク」の共作者である。
2019年6月25日、ニューヨーク・タイムズ・マガジンは2008年ユニバーサル・スタジオ火災でマスターテープが破壊されたと伝えられている数百のアーティストの中にニッティー・グリッティー・ダート・バンドを掲載した。

## 家族
ジェフ・ハンナとジョン・マッキューアンの息子たち、ジェイム・ハンナとジョナサン・マッキューアンはハンナ＝マッキューアンとして2005年にドリームワーク・レコードで録音した。

## 受賞及びノミネーション
- 1984年 – CMA 最優秀インストゥルメンタルグループ（ノミネート）
- 1985年 – CMA 最優秀インストゥルメンタルグループ（ノミネート）、ACM 最優秀ボーカル（ノミネート）
- 1986年 – CMA 最優秀ボーカルグループ（ノミネート）
- 1988年 – CMA 最優秀ボーカルグループ（ノミネート）
- 1989年 – CMA 最優秀アルバム（受賞）[10]、グラミー賞最優秀カントリー・コラボレーション賞ヴォーカル部門（受賞）、最優秀ブルーグラス・アルバム賞（受賞）[11]、グラミー賞最優秀共同プロデュース・カントリー・インストゥルメンタル（受賞）
- 1990年 – ナッシュビルのStarWalkの銘板[12]
- 2002年 – デュオないしボーカルグラミー賞最優秀カントリー・ボーカル・パフォーマンス部門（ノミネート）、最優秀カントリー・コラボレーション賞ヴォーカル部門（ノミネート）
- 2003年 – CMA 最優秀ボーカル・イヴェント（ノミネート）（ジョニー・キャッシュとともに）、IBMA award for Best Recorded Event
- 2004年 – グラミー賞最優秀カントリー・インストゥルメンタル（アール・スクラッグス、ランディ・スクラッグス、ジェリー・ダグラス、バッサー・クレメンツとともに）[13]
- 2015年 – コロラド音楽の殿堂入り[14]

## ディスコグラフィ

### スタジオ・アルバム
- 『ニッティー・グリッティー・ダート・バンド』 - The Nitty Gritty Dirt Band (1967年)
- 『リコシェット』 - Ricochet (1967年)
- 『レアー・ジャンク』 - Rare Junk (1968年)
- 『アンクル・チャーリーと愛犬テディ』 - Uncle Charlie & His Dog Teddy (1970年)
- 『オール・ザ・グッド・タイムズ』 - All the Good Times (1972年)
- 『永遠の絆』 - Will the Circle Be Unbroken (1972年) ※コラボレーション作品
- 『星条旗よ永遠なれ!』 - Stars & Stripes Forever (1974年)
- 『ドリーム』 - Symphonion Dream (1975年)
- 『ワイルド・ナイツ』 - The Dirt Band (1978年) ※ダート・バンド名義
- 『アメリカン・ドリーム』 - An American Dream (1979年) ※ダート・バンド名義
- 『メイク・ア・リトル・マジック』 - Make a Little Magic (1980年) ※ダート・バンド名義
- 『ジェラシー'81』 - Jealousy (1981年) ※ダート・バンド名義
- Let's Go (1983年)
- 『プレーン・ダート・ファッション』 - Plain Dirt Fashion (1984年)
- 『パートナーズ・ブラザーズ・アンド・フレンズ』 - Partners, Brothers and Friends (1985年)
- Hold On (1987年)
- Workin' Band (1988年)
- 『永遠の絆 Vol.2』 - Will the Circle Be Unbroken: Volume Two (1989年) ※コラボレーション作品
- The Rest of the Dream (1990年)
- 『ノット・フェイド・アウェイ』 - Not Fade Away (1992年)
- Acoustic (1994年)
- The Christmas Album (1997年)
- 『バング・バング・バング』 - Bang, Bang, Bang (1999年)
- Will the Circle Be Unbroken, Volume III (2002年) ※コラボレーション作品
- Welcome to Woody Creek (2004年)
- Speed of Life (2009年)
- Dirt Does Dylan (2022年)